# Hållsta
Hållsta – miejscowość (tätort) w Szwecji, w regionie administracyjnym (län) Södermanland (gmina Eskilstuna).
W 2015 roku Hållsta liczyła 917 mieszkańców.

## Położenie
Położona w prowincji historycznej (landskap) Södermanland, ok. 10 km na południe od Eskilstuny, przy linii kolejowej Kolbäck – Eskilstuna – Oxelösund (jeden z trzech  odcinków linii Sala – Oxelösund).

## Demografia
Liczba ludności tätortu Hållsta w latach 1990–2015: